# Золотой башмачок
«Золотой башмачок» — русская народная сказка из сборника сказок А. Н. Афанасьева, входит во второй том его сборника «Народные русские сказки» под № 292. По системе классификации сказочных сюжетов Aарне-Томпсона относится к сюжету 510А.
Сказка печаталаcь в сборниках русских сказок, а также выпускалась также в виде аудиосказок.

## Сюжет
Эта сказка была записана в Архангельской губернии.
У старика и его жены старухи было две дочери. Однажды их отец поехал в город на базар, купил там две рыбки и подарил их каждой из дочерей. Старшая сразу её съела, а младшая сжалилась и отпустила свою рыбку в колодец. Старуха не любила свою младшую дочь и всегда, когда со старшей уходила в церковь, младшей поручала трудную работу. Каждый раз в выполнении этой работы ей помогала спасённая рыбка, живущая в колодце, которая оказалась волшебной.
Однажды рыбка сказала, чтобы младшая дочка тоже пошла в церковь и не беспокоилась — работа будет выполнена. В этот раз в церкви был царевич, который заметил младшую дочку и подкинул ей под башмак смолу, чтобы задержать. Однако, девушка уйдя из церкви, оставила в ней башмак. С ним царевич начал объезжать своё царство и искать владелицу башмачка, который уже был расшит золотом. В доме старика и старухи он нашел девушку, которой подошёл башмачок — ею оказалась младшая дочка. Он взял её замуж, и они, как часто оканчиваются русские народные сказки, стали жить да поживать да добра наживать.
Сказка «Золотой башмачок» говорит о добре, зле, зависти, трудолюбии и милосердии, а также о том, что справедливость всегда восторжествует. В некоторых вариантах сказки у старика была своя дочка (младшая), а у старухи — своя (старшая).